# JIN (パチスロ)
株式会社JIN（ジン）は2010年に設立した総合エンターテイメント企業。主にパチスロ機の製造、販売を行っている。
JINとは『Jammy In the Next』の略。

## パチスロ機種一覧
| 機種名             | 発売年月  | 備考                                  |
| ------------------ | --------- | ------------------------------------- |
| 夜勤病棟壱         | 2012年2月 | 5号機                                 |
| 幕末メイドルナイト | 2014年5月 | 5号機                                 |
| 花娘               | 2019年8月 | 6号機、JPS「どき!すろ」と同一スペック |

## 備考
1. ↑  “ジェイピーエス、『Sオリスロ2AA』のプレス発表会を開催”.   パチンコビレッジ (2019年6月21日). 2019年8月20日閲覧。